# Böhler Minenwerfer M/15 22,5 cm
El Böhler Minenwerfer M15 22,5 cm era un mortero pesado utilizado por Austria-Hungría en la Primera Guerra Mundial. Fue desarrollado por la empresa austriaca Böhler como una alternativa al mortero alemán Ehrhardt 25 cm schwere Minenwerfer, que Böhler tenía problemas para construir bajo licencia. Era un mortero de avancarga con ánima lisa, que no tenía sistema de retroceso. El mortero entero tenía que ser rotado manualmente para apuntar a nuevos objetivos. No era particularmente preciso y sus proyectiles a menudo revoloteaban en vuelo e impactaban de lado, lo que causaba muchos fallos en tierra blanda. Se utilizaba para disparar proyectiles de alto poder explosivo y de gas. Para su transporte, se empleaban las dos ruedas de madera con llantas de hierro del Gebirgsgechütz M 99. 
La versión M 17 de esta arma tenía un tornillo de elevación con doble hilo y cojinetes de muñón reforzados. No está claro cómo el M 16 difería del modelo anterior. 